# Milciades Concepción
Milciades Abdiel Concepción López (Santiago, Veraguas, Panamá 8 de enero de 1955) es un ingeniero agrónomo, profesor y político panameño. Del 1 de julio de 2019 al 30 de junio de 2024 se desempeñó como ministro de Ambiente de Panamá.
En las Elecciones generales de Panamá de 2004 fue elegido como Diputado de la República de Panamá por el Circuito 8-6 de San Miguelito.

## Estudios
Se graduó como ingeniero agrónomo en la Universidad de Panamá, tiene Maestría en Ecología y Conservación en la Universidad Católica Santa María La Antigua y en Docencia Superior en la Universidad Latina.
 
Tiene un Postgrado en Evaluación Ambiental Estratégica en la Fundación de Estudios Avanzados de Buenos Aires, Argentina y un Diplomado en Objetivos del Desarrollo Sostenible del Centro Agronómico Tropical de Investigación y Enseñanza en Costa Rica. 

## Carrera profesional
Ha ocupado diversos cargos dentro del sector público panameño.
Fue Coordinador Sénior Ambiental de Proyecto para Estudios del Embalse del Río Indio con el Programa de las Naciones Unidas para el Desarrollo y la Autoridad del Canal de Panamá como encargado del Proyecto
Fue Gerente de Gestión Ambiental y Social de la Empresa de Transmisión Eléctrica, Gerente Ambiental y Jefe del Departamento de Manejo de Cuencas Hidrográficas del Instituto de Recursos Hidráulicos y Electrificación.
En el sector privado se desempeñó como consultor y Auditor Ambiental.

## Carrera política
Es miembro del Partido Revolucionario Democrático, ha sido diputado por el Circuito 8-6 que lo compone el Distrito de San Miguelito de la Provincia de Panamá.

### Diputado
Fue elegido como Diputado de la República por el Circuito 8-6 en las Elecciones generales de Panamá de 2004, asumiendo el cargo el 1 de septiembre de 2004, dónde fue miembro y presidente de la Comisión de Población, Ambiente y Desarrollo del hemiciclo.
Fue criticado por ambientalistas que señalaban que producto a presiones económicas del sector pesquero fuera derogado el artículo 11 de la Ley 44 de 2004 que protege al parque nacional Marino Isla Coiba que permitió la pesca industrial en aguas marinas protegidas, el cual fue calificado como "camarón legislativo" ya que fue aprobado sin darse cuenta ya que no constaba en las actas de la Comisión.Luego de la aprobaron en primer debate del proyecto de ley que restituye el artículo 11 que prohíbe la pesca con redes de cerco en el parque nacional Coiba, arremetió contra los ambientalistas que lo criticaron previamente alegando que a veces “alzan las banderas de ambientalismo para lucrar" y calificandolos de "maliantes".

### Ministro de Ambiente
El 4 de junio fue designado por el entonces Presidente Electo Laurentino Cortizo como Ministro de Ambiente asumiendo el cargo el 1 de julio de 2019.
A su llegada al ministerio le tuvo que hacer frente a una crisis institucional Ambiental con la aprobación del Consejo Económico Nacional (CENA) del Ministerio de Economía y Finanzas. Grupos ambientalistas y de la sociedad civil se manifestaron en contra por el daño ambiental que se ocasionaría, ya que la isla es un lugar de anidamiento de aves. Luego de presiones ciudadanas el Consejo Económico Nacional (CENA) del Ministerio de Economía y Finanzas decide revocar el alquiler de la Isla, sin embargo, la isla no tenía ninguna protección de carácter legal, dejando de manera inconclusa la protección de la isla el saliente Gobierno. 
El día 5 de diciembre de 2019 firma la Resolución que declara como Refugio de Vida Silvestre a la Isla Boná, Estivá e Islotes aledaños.
Como parte de la crisis institucional ambiental heredada por la pasada administración fue citado por la Comisión de Ambiente de la Asamblea Nacional a propuesta del diputado Edison Broce para responder un cuestionario relativo a la tala indiscriminada en la Región del Darién, hecho que motivó la creación de una Comisión Especial de Investigación de la Asamblea Nacional, ya que la región esdeclarada como reserva de la biosfera y parque Nacional bajo la administración del Ministerio de Ambiente.

### Vida personal
Es viudo, padre de 2 hijos y reside en San Miguelito.